# Helsinki-86
El grup de defensa dels drets humans Helsinki-86 va ser fundat el juliol de 1986 al port letó de Liepāja per tres treballadors: Linards Grantiņš, Raimonds Bitenieks i Mārtiņš Bariss. El seu nom fa referència als Acords de Hèlsinki firmats una dècada abans.
Helsinki-86 va ser la primera organització anticomunista i també el primer grup organitzat d'oposició al govern de la Unió Soviètica, establint un exemple per altres grups independentistes i de protecció a les minories. El grup va tenir un rol molt important en els inicis de la Revolució Cantant a Letònia que va permetre al país recuperar la seva independència. Alguns dels membres més importants del grup foren Rolands Silaraups, Konstantins Pupurs, Juris Vidiņš, Juris Ziemelis, Alfreds Zariņš, Heino Lāma o Edmunds Cirvelis. Alguns d'ells van ser expulsats de la Unió Soviètica per les autoritats degut a les seves activitats.
El 23 d'agost de 1987 el grup va organitzar una protesta en contra del Pacte Ribbentrop-Molotov que va significar l'ocupació soviètica de Letònia el 1940 i també van celebrar el dia de la Independència de Letònia el 18 de novembre del mateix any, per primer cop des de l'ocupació.
El 25 de març de 1988 van cridar a reunir-se al Monument a la Llibertat de Riga per commemorar les víctimes dels soviètics.
Gradualment va perdre influència en favor d'altres grups nacionalistes i comunistes moderats. El 1998, després de la independència va refundar-se com a partit polític, però no va aconseguir representació a la Saeima aquell any ni tampoc a les eleccions municipals del 2001.